# Carlos Gurpegi Nausia
Carlos Gurpegi Nausia (Pamplona, 19 de setembre de 1980) és un exfutbolista professional navarrès. Jugava de migcampista, però també havia intervingut en algun encontre com a Defensa central.
Va fer tota la seva carrera a l'Athletic Club de Bilbao de la Primera Divisió.

## Trajectòria
La pràctica totalitat de la seua carrera esportiva l'ha passada a l'Athletic Club, passant pels seus diferents filials. Debuta al primer equip el 31 de març de 2002, en partit contra el Vila-real CF. A partir de la temporada següent, assoleix la titularitat a l'equip de San Mamés. Va jugar les finals de Copa del Rei de 2009, 2012 i 2015 davant el F. C. Barcelona, on va estar en la banqueta, la final de la Supercopa 2009, en la qual va ser titular; i la final de la UEFA Europa League 2011-12 davant l'Atlètic, que no va poder disputar a causa que acabava de recuperar-se d'una llarga lesió de genoll. La seva millor temporada amb el conjunt blanc-i-vermell va ser la 2013/2014, on va aconseguir classificar a l'equip per a la UEFA Champions League després d'acabar en quarta posició. Carlos va rendir a un gran nivell al costat d'Aymeric Laporte al centre de la defensa, encara que va sofrir una lesió a la fi de març que li va impedir disputar més partits.

## Cas Gurpegui
Al novembre de 2003 va ser sancionat amb dos anys per positiu de nandrolona en un encontre de setembre de 2002 davant la Reial Societat. El jugador va ser absolt en primera instància, a l'al·legar que produïa de manera natural la substància, tot i que finalment es va considerar culpable. Després del procés, la sanció es va iniciar el 2006, i va durar fins a l'abril del 2008. En eixe temps l'Athletic el va mantenir dins l'equip. A la campanya 08/09 va ser suplent a causa de la puixança del també navarrès Javi Martínez.
Carlos Gurpegui és declarat culpable per donar positiu per nandrolona en un partit disputat contra la Reial Societat en 2002. Els efectes positius de la droga de la substància nandrolona inclouen creixement muscular, estimulació de l'apetit i augment de la producció de glòbuls vermells i de la densitat òssia. Estudis clínics han demostrat la seva eficàcia en el tractament d'anèmia i osteoporosis. En cas de l'esportista es fa servir per mantenir la resistència en esports de llarga durada com és el cas del futbol o el ciclisme.
El cas de dopatge de Carlos Gurpegui, és tan curiós com estrany. Carlos Gurpegui debuta amb el 1r equip de l'Athletic Club De Bilbao amb solament 21 anys, en el qual 6 mesos després se li detecta, una substància prohibida anomenada nandrolona. El debat estava servit, Gurpegi era una persona de tot just 22 anys fort físicament i dotat d'unes qualitats físiques innates, feia estrany que s'hagués dopat i arriscat el seu futur professional amb una substància que només augmentava la resistència en els esports de llarga durada, on a priori un cos de 22 anys no li feia falta una ajuda extra de nandrolona.
En principi Carlos, va ser sancionat amb dos anys de suspensió el 14 de febrer de 2003 per la Real Federació Espanyola de Futbol (RFEF), però mancant proves encercadores, el Comitè de Competició va ratificar la sanció de dos anys el 6 de maig, aconseguint que l'Audiència Nacional suspengués cautelarment el 3 de desembre de 2003 la sanció que pesava sobre el migcampista. Finalment el 31 de març de 2006, L'Audiència Nacional, després d'una exhaustiva investigació del cas Gurpegui, van declarar que "els fets imputats consisteixen en el consum" per part del jugador "de substàncies prohibides". Va afegir que en el present cas "no ens trobem davant una prova d'indicis, ja que existeix la certesa científica absoluta" que la presència de la substància prohibida és pel "consum de nandrolona". De tal manera que rebutgen qualsevol apel·lació respecte al club o el jugador.
Finalment Gurpegui va ser sancionat amb 2 anys de suspensió i a pagar una multa de 2500 €. Gurpegui va complir la sanció de dos anys de suspensió, encara que cada cop li pregunten sobre el tema es declara innocent 100%.
La recerca per a trobar la causa del perquè es va dopar, és molt clara parlant amb gent entesa sobre el cas Gurpegui, ja que apunten que el culpable va ser el doctor Sabino Padilla, que era el metge del Bilbao quan Gurpegui se li va detectar la nandrolona en el seu cos, abans d'arribar a l'Athletic va exercir de metge en el ciclisme on també van ser sancionats diversos ciclistes.
Així que la causa per a justificar que Gurpegi va ser "innocent", és que el Dr. Sabina li va subministrar la droga, sense saber Gurpegi que aquesta substància era prohibida.

## Palmarès
- 1 Supercopa d'Espanya: 2015 (Athletic Club)[9]